# Boris Nikolajevič Nikitenko
Boris Nikolajevič Nikitenko [bóris nikolájevič nikiténko] (rusko Бори́с Никола́евич Никите́нко), ruski revolucionar in politik, * 1. september (20. avgust, ruski koledar) 1884, Sevastopol, Ruski imperij (sedaj Ukrajina), † 2. september (21. avgust) 1907, Sankt Peterburg, Ruski imperij (sedaj Rusija).
Nikitenko je bil vidna osebnost Stranke socialistov-revolucionarjev (eserov), član njene »Bojne organizacije« in sodelavec Borisa Viktoroviča Savinkova. Bil je eden od organizatorjev neuspelega poskusa atentata na imperatorja Nikolaja II.. S sodbo vojaškega okrožnega sodišča v Sankt Peterburgu so ga usmrtili z obešenjem v vasi Lisij Nos ob severnem bregu Finskega zaliva severozahodno od Sankt Peterburga.
Bil je dedni plemič.

## Življenje
Rodil se je v družini artilerijskega častnika, poveljnika 1. baterije 13. artilerijske brigade, stacionirane v Sevastopolu, polkovnika Nikolaja Kondratijeviča Nikitenka (24. december 1855 – 1928) in njegove žene Ane Andrejevne (rojene Nikonova), hčere admirala Andreja Ivanoviča Nikonova.
Po treh letih študija na sevastopolski realni šoli je vstopil v sanktpeterburški Pomorski kadetski korpus. Leta 1902 je bil kot gardemarin na tuji plovbi na oklepni križarki General-Admiral. Kot mičmana so ga izpustili 6. maja 1903 v 33. črnomorsko mornariško posadko. Po prihodu na Črno morje so ga poslali v Nikolajev (Mikolajiv), kjer je končal tečaj za navigacijske častnike, nato pa so ga dodelili topovnjači Zaporožec. Leta 1904 je bil na tujem potovanju, nato pa so ga kot navigatorja premestili na torpedni tender (minopolagalec) Donava.

### V dneh upora na križarkiOčakov
Ključni dogodek, ki je vplival na celotno prihodnjo usodo Nikitenka, je bila sevastopolska vstaja leta 1905. Vzgojen v družini, kjer so se dosledno spoštovali obstoječi družbeni temelji in je bil spomin na njegovega dedka, admirala Nikonova, junaka obrambe Sevastopola, kasneje pa njegovega župana in predsednika Glavnega pomorskega sodišča Ruskega imperija živ, je doživel tudi drug vpliv. Njegov stric Sergej Andrejevič Nikonov je bil član vodstva Sevastopolskega komiteja Stranke socialistov-revolucionarjev (SR), v preteklosti pa je bil najbližji sodelavec Aleksandra Iljiča Uljanova pri pripravi atentata na imperatorja Aleksandra III.. Bil je eser in bratranec Mihaila Mihajloviča Šišmarjova.
Obstrelitev zaščitene križarke Očakov 15. novembra 1905 je na Nikitenka naredila neizbrisen vtis. Kot se je kasneje spominjal Šišmarjov, je sprva pasivno gledal razvijajočo se dramo s palube Donave, nato pa:
»... so Borisa poslali na čoln z odredom mornarjev, da bi zasedel ladjo. Tako se je po obstreljevanju prvi vkrcal na palubo Očakova. V času, ko vsi še nismo bili vajeni pogleda na kri, kot smo zdaj, in nismo mogli ostati ravnodušni do živih bojnih prizorov, pogled na palubo Očakova, prekrito s krvjo in pokrito z mrtvimi in ranjenimi z odtrganimi rokami in nogami ter navzven obrnjenimi drobovji je na Borisa naredila strašen vtis. Potožil mi je, da mu ta slika ne izgine iz spomina in da je pogosto, ko je šel spat, včasih pa tudi sredi dneva, stala pred njim kot nočna mora.«— Mihail Mihajlovič Šišmarjov
Verjetno velik šok za Nikitenka je bila novica, da je bil eden od tistih, ki so obstreljevali uporniško križarko, njegov oče. V tistih dneh je general Aleksander Nikolajevič Meller-Zakomelski poročal:
»... kako se je na spominska mesta zgodovine zapisala 1. baterija 13. artilerijske brigade, katere poveljnik – heroj podpolkovnik Nikitenko, ki je odkrito namestil puške na rt 4. baterije trdnjave, je z razdalje 700 sežnjev „pogumno zasul šrapnele na palubo metežne križarke in jo prisilil, da se preda.“«— Aleksander Nikolajevič Meller-Zakomelski
Končno, 2 dni po vseh dramatičnih dogodkih, so na torpednem tenderju Donava aretirali vodjo upora, upokojenega poročnika Petra Petroviča Šmidta in ga prepeljali v trdnjavo Očakov. Srečanje s ponižanim in depresivnim Šmidtom je na Nikitenka naredilo močan vtis. Kasneje je njegova mati Ana Andrejevna o tem zapisala v peticiji, naslovljeni na imperatorko s prošnjo za pomilostitev svojega sina:
»... In takrat je bil moj sin še vedno v vrstah flote, ki je pomirila vstajo očakovcev, in je vodil ladjo, ki je Šmidta in sostorilce odpeljala iz Sevastopola v Očakov. Samo življenjski kaos, ki je zavladal v nas po teh dogodkih, enotni pandemonij, je lahko povzročil takšno spremembo v glavi mojega sina ...«— Ana Andrejevna Nikitenko, 
Po zatrtju vstaje v Sevastopolu in usmrtitvi Šmidta so se politični pogledi Nikitenka začeli postopoma spreminjati. Več mesecev je ostal v mornarici in celo prejel naslednji čin poročnika, vendar je julija 1906 zapustil službo. Njegov oče, podpolkovnik Nikitenko, je z žalostjo in zaskrbljenostjo pisal svojemu najmlajšemu sinu Glebu, kadetu Pomorskega korpusa: »... s svojimi revolucionarnimi prepričanji je nemogoče ostati v floti in zato je podal odpoved.« Oče je pojasnil spremembe v Borisovem položaju z »vplivom nanj [opomba: revolucionarke in sorodnice] Olge Tarasove, pod vpliv katere je nazadnje padel.«.

### Delovanje v sestavi Stranke socialistov-revolucionarjev
Nikitenkov odstop je sovpadel z odmevnimi dogodki, ki so se zgodili na Krimu, v katerih je neposredno sodeloval. Nekaj tednov prej je Centralni komite stranke eserov na smrt obsodil admirala Grigorija Pavloviča Čuhnina, poveljnika Črnomorske flote. Izvršitev kazni so zaupali skupini znanega terorista Savinkova, ki je v ta namen prispela v Sevastopol. 14. maja 1906 je N. Makarov, član lokalnega Sevastopolskega komiteja stranke eserov, poskušal ubiti poveljnika Sevastopolske trdnjave, generalpodpolkovnika Vladimirja Stepanoviča Nepljujeva. Savinkov, ki ni vedel za načrte sevastopolske bojne skupine eserov, ni bil pripravljen na takšen razvoj dogodkov in so ga med racijo aretirali, vendar je že 16. julija pobegnil iz pripora in se skril v bližina Sevastopola. Postalo je jasno, da mora nujno zapustiti Rusijo.
Skupaj z vidnim eserom Levom Ivanovičem Zilberbergom in dvema drugima tovarišema so Savikova 25. julija 1906 premestili v Romunijo. To operacijo je na ladji Aleksander Kovalevski izvedel Nikitenko. Pomagala sta mu dva mornarja, od katerih je bil eden njegov bratranec Šišmarjov.
Po vrnitvi iz Romunije je Nikitenko kmalu odšel v Sankt Peterburg, kjer je postal član »Bojne organizacije» pri Centralnem komiteju Stranke socialistov-revolucionarjev. Po Savinkovu je organizacijo vodil Zilberberg, ki se je vrnil v Sankt Peterburg. V tem obdobju je »organizacija« pripravila številne teroristične akcije. 21. decembra 1906 je bil umorjen sanktpeterburški župan Vladimir Fjodorovič fon der Launic. Ta poskus je bil razlog za aretacijo Zilberberga in njegovega pomočnika Vasilija Mitrofanoviča Suljatickega 8. februarja 1907. Oba je sodišče obsodilo na smrt.
Od trenutka Zilberbergove aretacije je vodstvo vojaške organizacije prešlo na Nikitenka (od tod njegov psevnonim »Kapitan«). V skupini, imenovani »Nikitenkov odred«, je bil eden najmlajših, a edini poklicni vojak. Spomladi 1907 so pod njegovim vodstvom potekali poskusi usmrtitve velikega kneza Nikolaja Nikolajeviča, predsednika vlade Petra Arkadjeviča Stolipina in imperatorja Nikolaja II.. Za dosego svojih ciljev je imel odred skladišče orožja. Dejavnosti »Nikitenkovega odreda« so bile ustavljene v fazi zbiranja informacij o poteh gibanja bodočih žrtev, identifikacije storilcev in razvoja načrtov za poskuse atentatov.

### Sodba in kazen
31. marca 1907 so po dolgem dogajanju, ki ga je tajna policija izvajala po tajnem sporočilu kozaka Lastnega spremstva Njegovega imperatorskega veličanstva Nikolaja Ratimova o poskusu novačenja s strani teroristov, celotno skupino aretirali in namestili v Hišo predhodnega pripora v bližini Livarskega mostu na Špalerni ulici – pozneje se je izkazalo, da je bil v aretacijo vpleten provokator Jevno Fišelevič Azef. Kar se tiče Nikitenka, so ga sprva zadrževali v Bastijonu Trubeckoj v Petropavlovski trdnjavi in le za čas zaslišanja na sodišču so ga premestili v Hišo predhodnega pripora.
Med preiskavo so pri Nikitenku našli več ponarejenih potnih listov, tajno korespondenco, risbo z načrtom lokacije prostorov pod imperatorjevim uradom v Carskoselski palači in navedbo poti, po kateri je bilo mogoče priti tja. Poleg tega so našli dve pismi neznanega avtorja in dva telegrama iz Carskega sela s pogojnimi besednimi zvezami.
Obravnava primera na Sanktpeterburškem vojaškem okrožnem sodišču na Livarskem prospektu se je začela 7. avgusta 1907. Pred sodišče je stopilo osemnajst ljudi. Po besedah S. D. Nikonova, ki je situacijo poznal »od znotraj«, niso vsi bili del »Nikitenkovega odreda« in so se znašli na zatožni klopi po naključju in samo zato, ker so njihove stike z Nikitenkom zabeležili z nadzorom. Tako so se na primer pred sodiščem pojavili štirje sorodniki glavnega obtoženca, ki sploh niso slutili, da se pripravlja atentat. Nasprotno, njegov bratranec Šišmarjov in njegova žena, ki sta aktivno pomagala Nikitenku, čeprav so ju aretirali, nista bila vpletena v primer neuspelega atentata.
Obrambo obtoženih je izvajala skupina odvetnikov iz skupnosti »Mlada advokatura«, med njimi: S. A. Andrejevski, V. A. Maklakov, N. K. Muravjov, S. A. Sokolov, A. S. Zarudni, P. N. Pereverzev in drugi. Sam Nikitenko je dolgo časa zavračal storitve odvetnikov. Ni uporabil niti pomoči svojega sorodnika (moža Olge Andrejevne, materine sestre), zapriseženega odvetnika Nikolaja Platonoviča Karabčevskega. Ker je imel bogate izkušnje z obrambo prav po političnih členih in si je vedno prizadeval za omilitev kazni za svoje stranke, je lahko tokrat proces le opazoval iz sodne dvorane. Tik pred začetkom sojenja je Nikitenko, ki je popustil prošnjam svoje matere, privolil, da ga branita njegov stric, zapriseženi odvetnik Aleksej Andrejevič Nikonov, in znani odvetnik L. N. Andronikov.
O utemeljenosti obtožb in po dogovoru s CK stranke eserov, ki se je iz taktičnih razlogov odločil, da se distancira od priprave tega terorističnega dejanja, je Nikitenko na sodišču pojasnil, da ni pripadal Stranki socialistov-revolucionarjev, ampak je delil le njene ideje. Po njegovih besedah se je CK stranke odločil ustaviti teror, saj je verjel obljubam vlade o sklicu druge državne dume. Brez partijske discipline se je na lastno odgovornost in tveganje lotil zbiranja raznih informacij, ki bi lahko bile koristne za poskus atentata.
Na sojenju edini od vseh Nikitenko ni zavrnil obstoja načrtov atentata in je poskušal prevzeti vso krivdo nase. Svoja pojasnila je podal z mirnim, odločnim glasom in bil videti zelo samozavesten. Ta način govora je vzbujal spoštovanje.
»Nikitenko je vse te razlage podal z mirnim, odločnim glasom in se je na splošno obnašal zelo dostojanstveno. V tem triindvajsetletnem mladeniču je bilo čutiti veliko vzdržljivost, izjemen značaj.«— 
Poleg fantastične zamisli o poskusu atentata s pomočjo letala je sodišče ugotovilo obstoj vsaj treh različnih načrtov za atentat na carja. Dokazano je tudi dejstvo o začetku praktične priprave enega od njih, kjer naj bi poskus izvedel V. A. Naumov, uveden v pevsko kapelo palače.
Odločitev sodišča so objavili 16. avgusta 1907.
»... obtoženci B. N. Nikitenko, B. S. Sinjavski in V. A. Naumov so bili spoznani za krive, da so med seboj sporazumno pripravljali poseg v življenje Svete Osebe Suverenega imperatorja in ob odvzemu državljanskih pravic obsojeni na smrt z obešanjem. Isti Nikitenko in Sinjavski, pa tudi Pigit, Bibergal, Rogalski in Kolossovski so bili spoznani za krive sodelovanja v skupnosti, ustanovljeni za nasilen napad na spremembo obstoječe oblike vlade v Rusiji, zadnji štirje pa so bili obsojeni, z odvzemom pravic na služenje trdega dela – Kolossovski kot mladoletnik za obdobje 4 let, ostali pa po 8 let.«— 
Pet ljudi iz skupine so oprostili, drugi so dobili različne pogoje izgnanstva v naselje. V bistvu trije moški, obsojeni na smrt, niso bili obsojeni zaradi zločina, ki so ga zagrešili, ampak le zaradi svojega namena, da ga izvršijo. Sojenje Nikitenkovi skupini je uničilo ostanke teroristične organizacije Savinkova-Zilberberga-Nikitenka.
20. avgusta, na dan triindvajsete obletnice glavnega obtoženega Nikitenka, so obsojenim na smrt sporočili, da »kasacijska pritožba v imenu obrambe in obtoženih v primeru zarote ni bila podana in da je bila kazen potrjena.« Imeli so 20 minut za medsebojno komunikacijo, med katero je Nikitenko pomiril svoje tovariše, kolikor je le mogel. Poleg tega so mu dovolili, da se je poslovil od bratove žene, ki je bila v eni od sosednjih celic – Seline Arturovne Šišmarjove. 21. avgusta ob 2. uri zjutraj so obsojence v okovih dali na barko in jih odpeljali po Nevi v Finski zaliv.
Od decembra 1906 se je izvrševanje smrtnih kazni za politične zapornike pogosto začelo izvajati v podeželski vasi Lisij Nos na zaščitenem območju za zapuščenimi vojaškimi skladišči smodnika, ki se nahajajo tukaj na sami obali zaliva. Celotna pot po vodi od Hiše predhodnega pripora do pomola v bližini železniške postaje Lisij Nos (zdaj je postaja Lisij Nos nekdanja ploščad Razdelnaja, ki je bila tri kilometre prej) je bila približno 25 km. Peter Vorobjov in Vasilij Berezin sta bila tukaj usmrčena prva zaradi poskusa umora nekdanjega moskovskega generalnega gubernatorja F. V. Dubasova. Nato so usmrtili »neznano osebo, ki se ni hotela imenovati«, za umor načelnika Glavnega vojaško-pravosodnega oddelka, generalporočnika V. P. Pavlova. Mesec dni pred Nikitenkom in njegovimi tovariši so v Lisem Nosu obesili esere Nikolaja Ljubomudrova, Ivana Pukžlisa in Nikolaja Sidorova zaradi oboroženega napada na zasebno zastavljalnico. Izvrševanje smrtnih kazni v Lisem Nosu se je nadaljevalo tudi v naslednjih letih. Že po Nikitenku in njegovih tovariših so tukaj usmrtili člane »Letečega odreda« eserov Alberta Trauberga.
Za usmrtitve so uporabljali zložljive vislice, ki so jih dostavili iz Kronštatske trdnjave št. 6, sestavljene tik pred akcijo in so jih takoj po zaključku odpeljali nazaj. Usmrčene so pokopali, potem ko so jim predhodno odstranili okove, kar tam v neoznačenih grobovih v gozdu na obali Finskega zaliva.
»Usmrtitev je potekala ob zori v Lisem Nosu. Komaj so obsojenci pristali in se v spremstvu konvoja približali odru, je tovariš državni tožilec predlagal naj napišejo pisma ali ustno kaj posredujejo svojcem. Obtoženi so zavrnili. Potem je k njim prišel duhovnik s ponudbo za pogovor, za obhajilo. Nikitenko in Sinjavski sta zavrnila. Naumov je poslušal kratko poslovilno besedo duhovnika, naredil dva globoka poklona in bil prvi usmrčen. Drugi, ki je bil usmrčen, je bil Nikitenko, zadnji pa Sinjavski. Takoj je sledila smrt.«— 
Naslednji dan 22. avgusta 1907 je Nikolaj II, morda zato, da bi poudaril svojo zvestobo družini pokojnika, podpisal odlok o povišanju Nikolaja Kondratijeviča Nikitenka v polkovnika. 18. januarja 1917 je postal generalmajor.

## Družina
Nikitenko ni uspel pridobiti lastne družine. V družini njegovih staršev je bilo 9 otrok.
- brat: Gleb Nikolajevič Nikitenko (1891, Sevastopol – 28. april 1984, Cannes)[10] – diplomant Pomorskega kadetskega korpusa leta 1910. Udeleženec 1. svetovne vojne v Baltski floti; nosilec reda svetega Jurija (VP za Pomorsko upravo z dne 9. septembra 1917 št. 26. RGA VMF. F.417. Op.5. D.4261, 4749).[25] V Prostovoljni vojski in VSJuR pred evakuacijo s Krima: od aprila 1919 poveljnik Morskega častniškega odreda; stotnik 2. ranga (28. marec 1920). 25. marca 1921 je bil del ruske eskadre v Bizertu – poveljnik ledolomilca Džigit (prej Ledolomilec št. 3), od aprila 1921 na sedežu eskadre, junija – na križarki General Kornilov, od oktobra 1921 – vodilni navigator. V izgnanstvu od aprila 1922 v Rabatu (Maroko), 1933–1935 na Madagaskarju (Tamatave). Poročen. Op. : članki v Morskom žurnale;
- stric: Sergej Andrejevič Nikonov (26. februar 1864, Odesa – 9. januar 1942, Leningrad)[26] – član stranke Narodna volja od leta 1885, sodelavec Aleksandra Uljanova, enega od udeležencev pri pripravi poskusa atentata na imperatorja Aleksandra III.;
- stric: Nikolaj Platonovič Karabčevski (29. november 1851, Hersonska gubernija – 22. november 1925, Rim) – uradni poverjenik, član uprave Sanktpeterburške računovodske in posojilne banke;
- stric: Aleksej Andrejevič Nikonov (23. januar 1866, Sevastopol – 29. november 1924, Moskva) – odvetnik, revolucionar in državnik v Saratovu, prostozidar.[27]
- bratranec: Mihail Mihajlovič Šišmarjov (25. april 1883, Dvinsk – 20. april 1962, Moskva) – letalski konstruktor, generalmajor inženirske službe.